# Bassas da India
Bassas da India es un atolón deshabitado ubicado en medio del canal de Mozambique, tiene una superficie de 0,13 km² y una laguna interior de 86,8 km², lo cual la constituye en la porción de tierra emergida más pequeña con mayor longitud de costa relativa.
Este atolón se sigue formando debido a su origen volcánico, una montaña submarina que hizo erupción a tres kilómetros bajo la superficie. No hay árboles ni playas pero si una laguna de aproximadamente 14 metros de profundidad, la cual esta llena de tiburones jóvenes en donde la mayoría son tiburones de Galápagos.
Cuando la marea es baja se pueden observar las embarcaciones que han naufragado, uno de los más importantes fue el Santiago, una embarcación de 900 toneladas el cual se estrelló con el arrecife en la oscuridad y se partió en dos en 1585.
Bassas da India forma parte del grupo de las Islas Dispersas del Océano Índico. Sistema ecológico que pertenece a la ecorregión denominada matorral xerófilo de las islas Europa y Bassas da India. Este atolón es una posesión de Francia desde 1897, considerado como un dominio privado del estado y es reclamado por Madagascar.